# آندرسون آلوز دا سیلوا
آندرسون آلوز دا سیلوا (به پرتغالی: Anderson Alves da Silva) مدافع اهل برزیل است که در شهر ریودو ژانیرو و در تاریخ ۱۰ ژانویهٔ ۱۹۸۳ به دنیا آمده‌است.
آندرسون آلوز دا سیلوا در تیم‌های فوتبال فلامینگو سابقهٔ حضور دارد.